# Cristian Neira
Cristian Llimy Neira Herrera (Condado de Moyobamba, Estado de San Martín, Perú 23 de noviembre del 2000) es un futbolista peruano. Juega como centrocampista ofensivo y su equipo actual es el Cienciano de la Liga1 de Perú.

## Estadísticas

### Clubes
Actualizado de acuerdo al último partido jugado el 18 de octubre de 2024.
| Club | Div.          | Temporada     | Liga  | Liga  | Liga   | Copas nacionales(1) | Copas nacionales(1) | Copas nacionales(1) | Torneos internacionales(2) | Torneos internacionales(2) | Torneos internacionales(2) | Total(3) | Total(3) | Total(3) |
| Club | Div.          | Temporada     | Part. | Goles | Asist. | Part.               | Goles               | Asist.              | Part.                      | Goles                      | Asist.                     | Part.    | Goles    | Asist.   |
| --- | ------------- | ------------- | ----- | ----- | ------ | ------------------- | ------------------- | ------------------- | -------------------------- | -------------------------- | -------------------------- | -------- | -------- | -------- |
| Unión Comercio · Perú | 2.ª           | 2020          | 8     | 0     | 0      | —                   | —                   | —                   | —                          | —                          | —                          | 8        | 0        | 0        |
| Unión Comercio · Perú | 2.ª           | 2021          | 23    | 2     | 9      | 3                   | 0                   | 3                   | —                          | —                          | —                          | 26       | 2        | 12       |
| Unión Comercio · Perú | 2.ª           | 2022          | 18    | 4     | 5      | 1                   | 0                   | 0                   | —                          | —                          | —                          | 19       | 4        | 5        |
| Unión Comercio · Perú | 1.ª           | 2023          | 31    | 4     | 5      | —                   | —                   | —                   | —                          | —                          | —                          | 31       | 4        | 5        |
| Unión Comercio · Perú | Total club    | Total club    | 80    | 10    | 19     | 4                   | 0                   | 3                   | 0                          | 0                          | 0                          | 84       | 10       | 22       |
| Alianza Lima · Perú | 1.ª           | 2024          | 12    | 1     | 0      | —                   | —                   | —                   | 2                          | 0                          | 0                          | 14       | 1        | 0        |
| Alianza Lima · Perú | Total club    | Total club    | 12    | 1     | 0      | 0                   | 0                   | 0                   | 2                          | 0                          | 0                          | 14       | 1        | 0        |
| Cienciano · Perú | 1.ª           | 2025          | 0     | 0     | 0      | —                   | —                   | —                   | 0                          | 0                          | 0                          | 0        | 0        | 0        |
| Cienciano · Perú | Total club    | Total club    | 0     | 0     | 0      | 0                   | 0                   | 0                   | 0                          | 0                          | 0                          | 0        | 0        | 0        |
| Total carrera | Total carrera | Total carrera | 92    | 11    | 19     | 4                   | 0                   | 3                   | 2                          | 0                          | 0                          | 98       | 11       | 22       |
| (1) Incluye datos de la Copa Bicentenario. (2) Incluye datos de la Copa Libertadores y Copa Sudamericana. (3) No incluye goles en partidos amistosos. |               |               |       |       |        |                     |                     |                     |                            |                            |                            |          |          |          |